# Dorndorf, Krayenberggemeinde
Dorndorf är en ortsteil i staden Krayenberggemeinde i Wartburgkreis i förbundslandet Thüringen i Tyskland. Dorndorf var en kommun fram till den 31 december 2013 när den uppgick i Krayenberggemeinde. Kommunen Dorndorf hade 2 434 invånare 2013.